# Milchenbach
Milchenbach is een deel van de stadsgemeente Lennestadt in het oosten van het district Olpe in Noordrijn-Westfalen in Duitsland. Het dorpje had per 30 juni 2020 185 inwoners, en ligt in het Sauerland op 400 meter hoogte in het uiterste zuidoosten van de gemeente.
Dichtbij Milchenbach ligt het hoogste punt van de gemeente Lennestadt, de top van de berg Härdler. Deze ligt 756 meter boven zeeniveau.

## Bijzonderheden
Milchenbach ligt aan de Uerdinger Linie, in het traditionele Nederduitse gebied van het dialect Westfaals. 

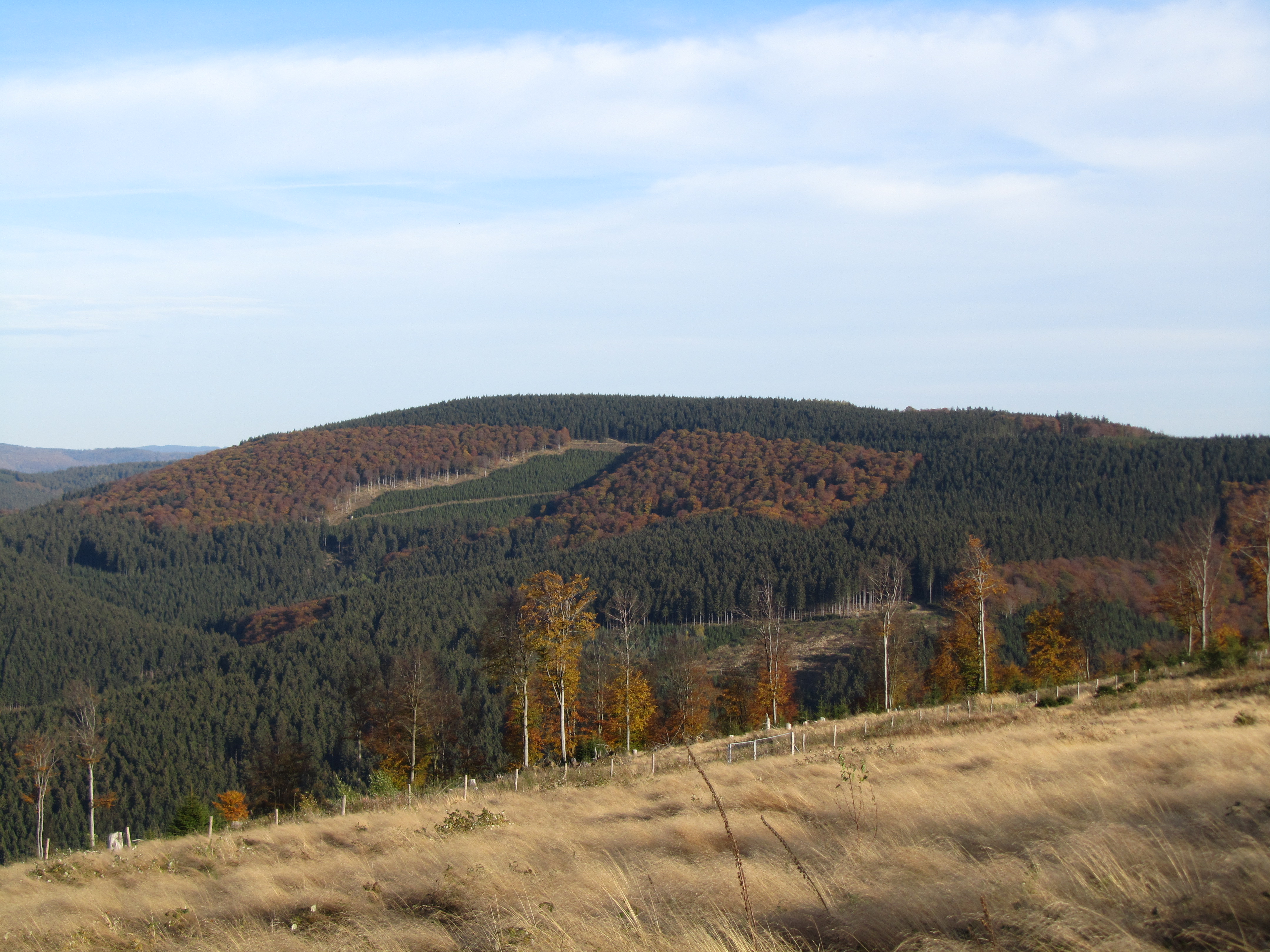
De berg Härdler

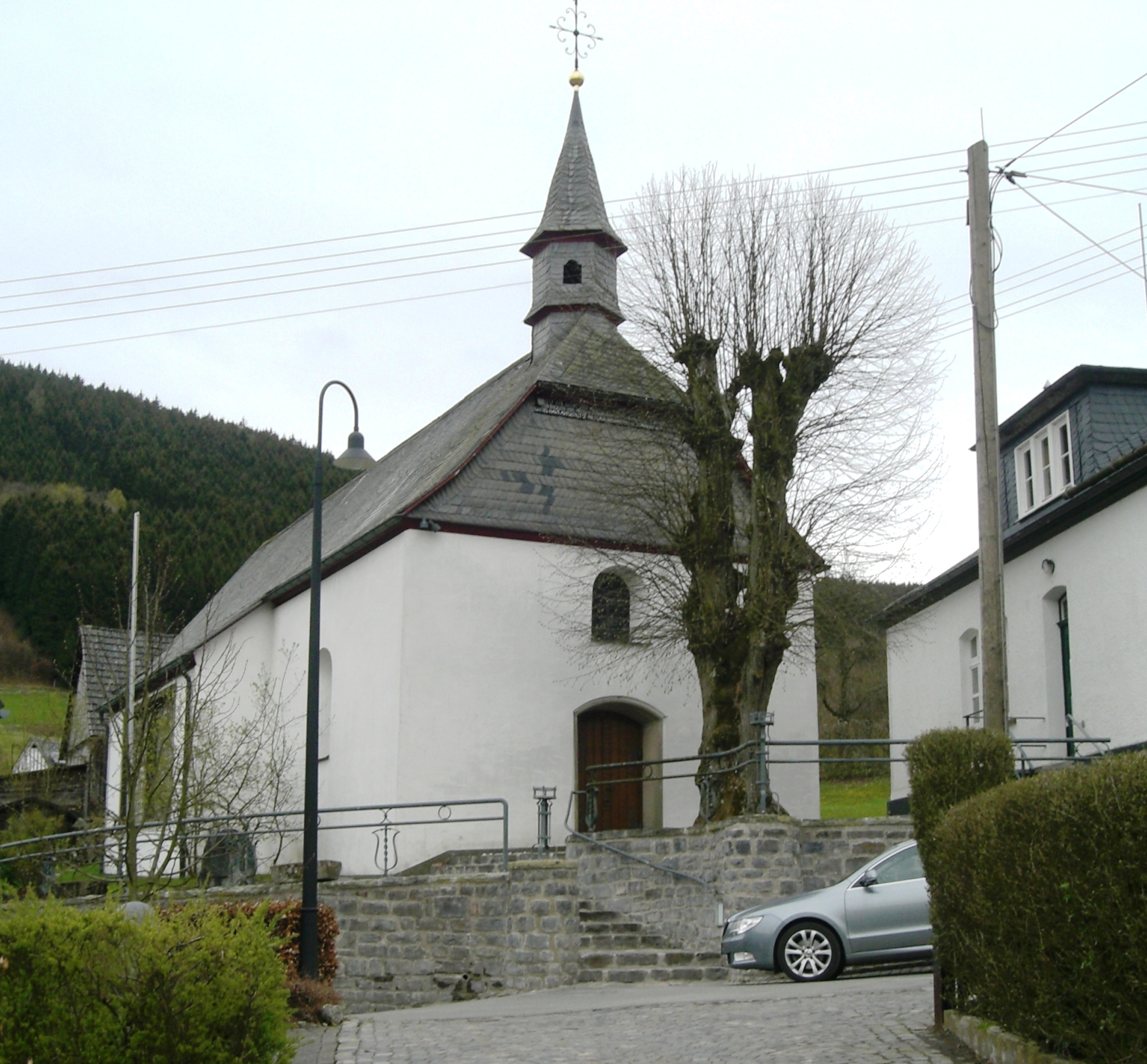
Kerk van St Nikolaus, Milchenbach

Altenhundem · 
Altenvalbert · 
Bilstein · 
Bonzel · 
Bonzelerhammer · 
Brenschede · 
Bruchhausen · 
Burbecke · 
Einsiedelei · 
Elspe · 
Elsperhusen · 
Ernestus · 
Germaniahütte · 
Gleierbrück · 
Grevenbrück · 
Hachen · 
Halberbracht · 
Haus Valbert · 
Hengstebeck · 
Hespecke · 
Haus Hilmecke · 
Hohe Bracht · 
Kickenbach · 
Kirchveischede · 
Langenei · 
Maumke · 
Meggen · 
Melbecke · 
Milchenbach · 
Neukamp · 
Oberelspe · 
Obermelbecke · 
Obervalbert · 
Oedingen · 
Oedingerberg · 
Oedingermühle · 
Saalhausen · 
Schmellenberg · 
Sporke · 
Stöppel · 
Störmecke · 
Theten · 
Trockenbrück · 
Weißenstein